# Sueus del Banat
Els sueus del Banat, també anomenats suabis del Banat, són una població d'alemanys ètnics de la regió del Banat, un dels grups constitutius dels sueus del Danubi. En resposta a les invitacions expresses a poblar aquestes terres que els fes la monarquia dels Habsburg, els seus ancestres van emigrar allí al segle xviii, a la que llavors era la província del Banat de Timișoara de l'Imperi austríac (més tard inclosa en el Regne d'Hongria). Aquesta província havia quedat escassament poblada després de les guerres amb l'imperi otomà. Al final de la Primera Guerra Mundial en 1918, la minoria alemanya va treballar per a establir una república multiètnica independent, la República del Banat; no obstant això, la província va ser dividida per la força pel Tractat de Versalles de 1919 i el Tractat de Trianon de 1920. La major part de la terra va ser annexionada per Romania (pel que aquests sueus del Banat poden comptar-se entre els alemanys de Romania), una part menor pel Regne dels Serbis, Croats i Eslovens (des de 1929 Iugoslàvia) i una petita regió al voltant de la ciutat de Szeged va romandre com a part d'Hongria (pel que, al seu torn, aquests altres sueus del Banat són part dels alemanys d'Hongria).
Durant la Segona Guerra Mundial, amb l'avanç de l'exèrcit soviètic, molts alemanys del Banat van ser assassinats o deportats a camps de concentració gulags situats en la Unió Soviètica, perdent fins i tot els seus béns. Després de la Segona Guerra Mundial, el govern hongarès va confiscar els béns dels alemanys del Banat i de la resta dels alemanys ètnics que quedaven allí, i els va expulsar del territori. Molts van ser deportats a Alemanya o degueren emigrar cap a països de les Amèriques sense els seus béns. Després de 1990 i la caiguda de la Unió Soviètica i les seves "repúbliques", els que encara quedaven allí van intentar tornar a Alemanya.

## Història

Assentament dels sueus del Danubi a la conca dels Carpats.

Provenien de diferents parts del sud d'Alemanya i de Lorena (en eixe moment alemanya) i es van assentar a les terres baixes de Pannònia, devastades després de les guerres turques. Abans de la Primera Guerra Mundial també se'ls coneixia com els «alemanys hongaresos». Fins a 1918, el Banat, juntament amb altres àrees d'assentament de sueus del Danubi, com Bachka a l'oest (avui repartides entre Hongria i Sèrbia), la Turquia sueva (ara sud d'Hongria), Eslavònia i la regió de Satu Mare (alemanys de Satu Mare, ara al nord-oest de Romania, al districte de Satu Mare) pertanyien a l'Imperi austríac i després a la monarquia austrohongaresa.

### Origen del concepte
El terme sueus del Danubi té un origen predominantment polític. Va ser encunyat pel geògraf de Graz Robert Sieger a principis de la dècada de 1920 i difós per l'historiador Hermann Rüdiger el 1922. El terme va ser confirmat el 1930 pel Ministeri de Relacions Exteriors de la República de Weimar. Com a resultat, els «sueus del Danubi» van ser reconeguts com d'origen alemany. Després del tractat de pau de Trianon de 1920, el Banat es va dividir entre els Estats d'Hongria, Iugoslàvia i Romania. Des de finals del segle segle xx, la part més gran, al nord-est, pertany a Romania, el terç suroccidental, a Sèrbia, i una petita franja prop de la ciutat de Szeged es va quedar amb Hongria. Les noves fronteres van tallar les connexions que havien sorgit al llarg dels segles (també entre serbis o romanesos).